# Latrice Royale
Timothy Wilcots (California; 12 de febrero de 1972), más conocido por su nombre artístico Latrice Royale, es un artista y drag queen estadounidense. Saltó a la fama por sus apariciones en la cuarta temporada de RuPaul's Drag Race en 2012, y en la temporada 1 y 4 de RuPaul's Drag Race: All Stars. Terminó en cuarto lugar en la cuarta temporada de RuPaul's Drag Race; en el episodio final de la temporada, fue coronada Miss Simpatía.

## Biografía
Timothy Wilcots nació en California y se crio en Compton, una ciudad de Los Ángeles.

### Carrera artística
La primera incursión de Latrice Royale en el arte de drag queen fue como Wanda, un personaje de la comedia americana In Living Color, con el fin de divertir a sus amigos. A sus veinte años, a mediados de la década de 1990, actuó en su primer show de drag en la Copa Night Club en Fort Lauderdale, Florida. Su madrina drag es Tiffany Arieagus.

#### RuPaul's Drag Race(temporada 4)
En mayo de 2011 fue aceptada en la cuarta temporada de RuPaul's Drag Race, una competencia de drag queens producida como reality show. La cuarta temporada se estrenó el 30 de enero de 2012. Royale fue eliminada de la competencia en el episodio 11, que se emitió el 9 de abril de 2012. Los espectadores la votaron Miss Simpatía, y fue coronada en el final de temporada.
Latrice Royale participó como una reina de "talla grande". Participó contra otras doce reinas, entre ellas Sharon Needles, Phi Phi O'Hara, Willam Belli y el imitador de Cher, Chad Michaels. Llegó a estar entre las cuatro finalistas de la temporada (junto con Needles, Michaels y O'Hara) y ganó dos desafíos en el concurso. Cuando Royale se retiró de la competencia, Entertainment Weekly calificó la eliminación como "impactante". Cuando le eliminaron, Royale afirmó que este programa le había cambiado la vida. Los jueces invitados que asistieron a ese episodio fueron Wynonna Judd y Rose McGowan.

#### RuPaul's Drag U
En 2012, Royale se unió al elenco de RuPaul's Drag U para su tercera y última temporada. Otras participantes fueron: JuJubee, Manila Luzon, Raja, Raven, Shannel, Alexis Mateo, Mariah, Chad Michaels, Willam, Morgan McMichaels, Pandora Boxx, Delta Work y Sharon Needles.

#### RuPaul's Drag Race All Stars(temporada 1)
En All Stars, Royale compitió contra Chad Michaels, Raven, Jujubee, Shannel, Alexis Mateo, Yara Sofia, Manila Luzon, Nina Flowers, Tammie Brown, Pandora Boxx y Mimi Imfurst. Para la competencia, las reinas se emparejaron juntas, lo que fue una diferencia del resto de las competiciones de RuPaul donde todos competían solos. Royale y Manila Luzon eligieron estar juntas y, como equipo, ganaron el primer desafío de la temporada. En el tercer episodio del programa, después de no tener un buen desempeño en el desafío, Luzon y Jujubee se enfrentaron en el desafío de sincronización de labios (lipsync) para representar a cada uno de sus equipos. Al final, Royale y Luzón fueron expulsadas.

#### Otras actuaciones
En enero de 2014, Royale lanzó su sencillo debut "Weight ", que fue respaldado por Logo TV. Su remix EP fue lanzado el 20 de marzo de ese mismo año.
En septiembre de 2014, Royale presentó y luego actuó con Jennifer Hudson en el evento benéfico de recaudación de fondos CBS Fashion Rocks. Royale también trabajó en el Palace Bar en South Beach, Florida.
En marzo de 2016, Royale lanzó su EP, Here to Life: Latrice Royale Live in the Studio , producido por Electropoint.
Compitió en el especial de televisión de drags, RuPaul's Drag Race Holi-slay Spectacular.

#### RuPaul's Drag Race All Stars(temporada 4)
En noviembre de 2018, se anunció el elenco de All Stars 4 y Latrice Royale estaba en él, uniéndose así a Manila Luzon, participante de la primera temporada de 'All Stars'. La pareja es el primer dúo de drags en competir en dos temporadas de 'All Stars'. También son la segunda y tercera participante que compiten en tres temporadas distintas del programa (excluyendo los especiales) después de Shangela Laquifa Wadley. Royale quedó originalmente en cuarto lugar, expulsada ante Monique Heart, pero fue devuelta a la competencia durante el episodio de LalapaRuza. Ella fue eliminada definitivamente en el episodio nueve por Trinity The Tuck, ubicándose en el quinto puesto de la temporada.

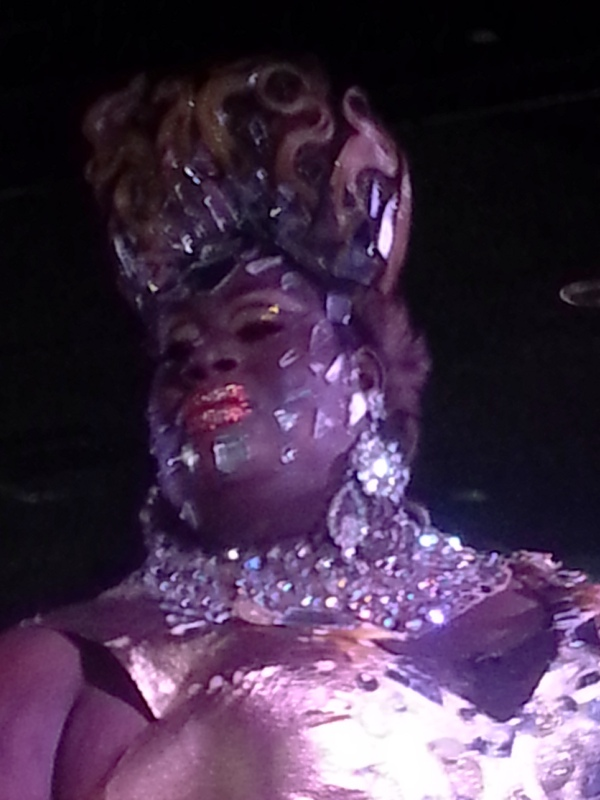
Latrice Royale en junio de 2013.

## Vida personal
Wilcots le propuso matrimonio a Christopher Hamblin en junio de 2016. La pareja se casó en Atlanta, Georgia, el 29 de septiembre de 2018. Los asistentes incluyeron compañeros del Drag Race y otros artistas del drag.

## Discografía
| Título                                             | Detalles                                                                                           |
| -------------------------------------------------- | -------------------------------------------------------------------------------------------------- |
| Los Chix Remixes                                   | - Lanzamiento: 26 de diciembre de 2012 - Etiqueta: N / A - Formatos: descarga digital              |
| Remezclas de peso                                  | - Lanzamiento: 20 de marzo de 2014 - Etiqueta: LOMLPLEX - Formatos: descarga digital               |
| Here to Life: Latrice Royale en vivo en el estudio | - Lanzamiento: 10 de marzo de 2016 - Etiqueta: LRI Talent & Managment - Formatos: descarga digital |

| Título                                    | Año  | Álbum              |
| ----------------------------------------- | ---- | ------------------ |
| "The Chop" (con Manila Luzon)             | 2012 | Sencillo sin álbum |
| "Weight (con Epiphany Mattel)"            | 2014 | Sencillo sin álbum |
| "Excuse the Beauty" (con Epiphany Mattel) | 2018 | Sencillo sin álbum |

| Título             | Año  | Artistas                                                    | Álbum                                     |
| ------------------ | ---- | ----------------------------------------------------------- | ----------------------------------------- |
| "Thick Thighs"     | 2015 | Willam Belli                                                | Shartistry in Motion                      |
| "Oral"             | 2018 | Willam Belli                                                | Now That's What I Call Drag Music, Vol. 1 |
| "Don't Funk It Up" | 2018 | RuPaul, Gia Gunn, Manila Luzon, Valentina, Trinity The Tuck | Sencillo sin álbum                        |
| "Robbed"           | 2019 | Manila Luzon                                                | Rules!                                    |

## Filmografía
| Año             | Título                                   | Papel          | Notas                                                  |
| --------------- | ---------------------------------------- | -------------- | ------------------------------------------------------ |
| 2012-2016       | RuPaul's Drag Race                       | Latrice Royale | Temporada 4 : 4.º lugar; Apariciones en temporadas 5-8 |
| 2012            | RuPaul's Drag Race: Untucked             | Latrice Royale | Temporada 4                                            |
| 2012            | RuPaul's Drag U                          | Latrice Royale | 3 episodios                                            |
| 2012, 2018-2019 | RuPaul's Drag Race All Stars             | Latrice Royale | Temporada 1 : 7 / 8.º lugar; Temporada 4 : 5.º.        |
| 2014            | Fashion Rocks                            | Latrice Royale | Concierto de televisión especial                       |
| 2018            | RuPaul's Drag Race Holi-Slay Spectacular | Latrice Royale | Especial de vacaciones                                 |

| Año  | Título                 | Papel          | Notas                               |
| ---- | ---------------------- | -------------- | ----------------------------------- |
| 2014 | South Beach on Heels   | Latrice Royale | Documental                          |
| 2015 | TupiniQueens           | Latrice Royale | Documental sobre el drag en Basil   |
| 2015 | Gays in Prison         | Latrice Royale | Documental                          |
| 2017 | Cherry Pop             | Terry          |                                     |
| 2018 | A Queen For the People | Latrice Royale | Documental sobre Bob the Drag Queen |

| Año        | Título            | Papel              | Notas                                                      |
| ---------- | ----------------- | ------------------ | ---------------------------------------------------------- |
| 2009       | My Baby's Daddies | Shay               | Corto en línea, artista con efectos de maquillaje          |
| 2015, 2018 | Hey Qween!        | Latrice Royale     | Invitado (2 episodios: "Latrice Royale" "DragCon LA 2018") |
| 2016       | Transformations   | Latrice Royale     | (Episodio: Latrice Royale)                                 |
| 2018       | Drag Tots         | Lady Liber-T (voz) | 8 episodios                                                |